# Paul Revere
Paul Revere (ur. 1 stycznia 1735 w Bostonie, zm. 10 maja 1818 tamże) – amerykański złotnik i uczestnik walk o niepodległość Stanów Zjednoczonych w latach 1773–1779. Pochodził z emigranckiej rodziny hugenotów o tradycjach złotniczych. Jego ojciec zmienił rodowe nazwisko Rivoire, by ułatwić – jak mawiał – jego wymowę prostakom (ang. bumpkins). Do historii przeszedł dzięki swojemu nocnemu rajdowi konnemu, którym zapoczątkował pierwszą bitwę wojny o niepodległość.

## Początki
Paul ukończył szkółkę elementarną, a następnie praktykował w zawodzie handlarza srebrem. W roku 1756 przez krótki czas walczył jako ochotnik w wojnie z Francuzami, ale szybko się zniechęcił, wrócił do domu, ożenił się i zaczął, u boku ojca, uczyć się złotnictwa. Okazał się niezwykle zdolnym uczniem, a jego wyroby już wkrótce zaczęły być cenione przez bostońską klientelę.
Revere, jak większość mieszkańców kolonii amerykańskiej, nie znosił brytyjskiego panowania. Namówiony przez działaczy niepodległościowych tej miary co Samuel Adams i John Hancock zaczął tworzyć grafiki o wyraźnie politycznej i antybrytyjskiej wymowie. W roku 1770 powstał jego słynny rysunek, który – wraz z opisem – dał Amerykanom pojęcie o brutalnym poczynaniu wojsk brytyjskich wobec kolonistów podczas tzw. masakry bostońskiej (zginęło wówczas 5 osób).

## Wojna o niepodległość

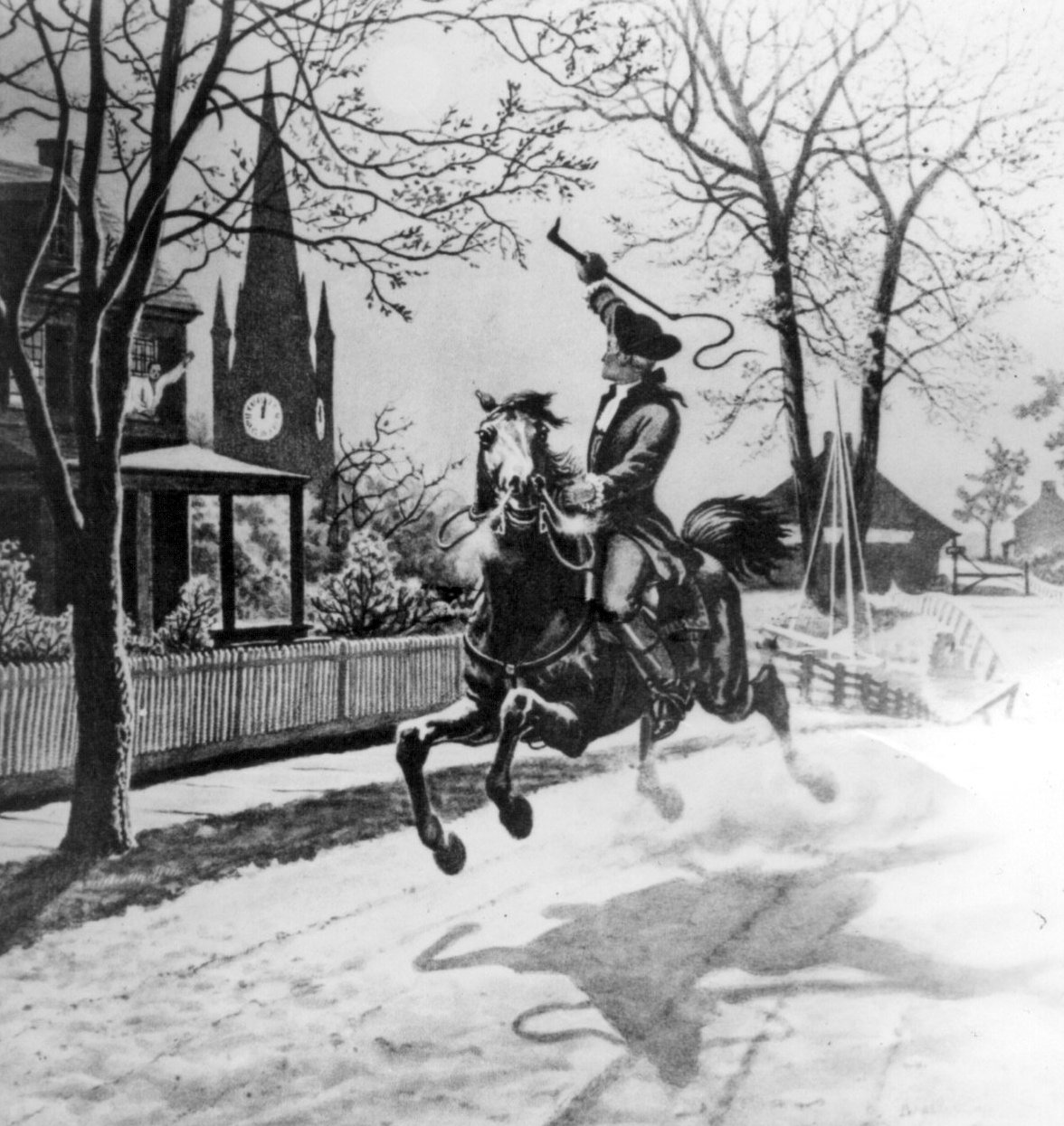
Rajd Paula Revere’a

16 grudnia 1773 roku Revere odnotował wydarzenia znane jako Herbatka bostońska (nie wiadomo, czy brał w nich udział), co uważa się za początek rewolucji amerykańskiej. W pierwszych dniach kwietnia 1775 roku generał Thomas Gage, dowódca wojsk brytyjskich w Massachusetts, otrzymał od króla Jerzego III rozkaz zaprowadzenia porządku wśród niepokornych kolonistów. Zgodnie z otrzymanymi poleceniami z Bostonu w kierunku Concord wyruszył oddział 700 ludzi dowodzonych przez ppłk. Francisa Smitha. Zadaniem oddziału było zajęcie dużego magazynu broni i amunicji kolonistów oraz aresztowanie Adamsa i Hancocka pod zarzutem zdrady.
Revere, który dowiedział się o celu wymarszu Brytyjczyków, wyprzedził na pożyczonym koniu ich oddział, uprzedził Adamsa, ten zaś powołał minutemanów pod broń. 19 kwietnia, gdy ppłk Smith dotarł na miejsce, koloniści czekali w pełnej gotowości. Doszło do wymiany strzałów, które poruszyły wszystkie 13 kolonii. Nieregularne oddziały kolonistów ruszyły na Boston i przystąpiły do oblężenia. Rewolucja amerykańska stała się faktem.
W latach 1778–1779 Revere dowodził umocnieniami Bostonu, a następnie – jako dowódca artylerii – wziął udział w całkowicie nieudanym rajdzie na opanowane przez Brytyjczyków Maine. Do czego wówczas doszło, nie wiadomo, ale Revere został oskarżony o tchórzostwo i brak umiejętności i − jakkolwiek sąd polowy oczyścił go w roku 1782 z zarzutów − wycofał się z wojskowości i polityki.
Nocny rajd Revere’a z kwietnia 1775 roku przeszedł do legendy, a jeden z najbardziej znanych poetów amerykańskich, Henry Wadsworth Longfellow napisał o nim wiersz, którego do dzisiaj uczą się w szkołach dzieci w USA:

Listen my children, and you shall hear

Of the midnight ride of Paul Revere
Słuchajcie mnie dzieci, a usłyszycie

O nocnym rajdzie Paula Revere’a

## Rzemieślnik i przemysłowiec
W pierwszym roku wojny Revere posiadł znajomość produkcji prochu, zaraz też wybudował i uruchomił młyn prochowy w Canton, w Massachusetts. Zaczął też produkować pierwsze amerykańskie spiżowe armaty dla armii kontynentalnej. Wydrukował pierwsze banknoty papierowe dla przyszłego stanu Massachusetts i mosiężną pieczęć stanową używaną do dziś w wyjątkowych okazjach.
Po wojnie wrócił do złotnictwa. Jego wyroby (dzisiaj albo w prywatnych rękach, albo w muzeach), sygnowane „Revere”, odznaczały się wielką finezją i dokładnością wykonania. W latach dziewięćdziesiątych XVIII wieku posiadł graniczącą z doskonałością umiejętność produkcji blachy miedzianej do celów drukarskich i rytowniczych. Z jego fabryki wyszły blachy do obicia kadłuba USS Constitution („Old Ironside”). Dzwony, produkowane w zakładach Paula Revere’a, do dzisiaj dzwonią w kościółkach Nowej Anglii. Zmarł na schorzenie zwane niedokrwistością syderoblastyczną.